# Recyclage

Depuis 1970, le ruban de Möbius est le logo universel des matériaux recyclables (qui est distinct, en Europe, du Point vert).

Le recyclage est un procédé de traitement des déchets (industriels ou ménagers) de produits arrivés en fin de vie, qui permet de réintroduire certains de leurs matériaux dans la production de nouveaux produits. Les matériaux recyclables comprennent des métaux, plastiques et cartons, le verre, les gravats, etc.
Un exemple de ce procédé est la fabrication de bouteilles neuves avec le verre de bouteilles usagées, même si elle est considérablement moins efficace énergétiquement que le système des consignes.
Le recyclage a deux conséquences environnementales majeures :
- la réduction du volume de déchets, donc de la pollution qu'ils causeraient (certains matériaux mettent des décennies, voire des siècles, à se dégrader) ;
- la préservation des ressources naturelles, puisque la matière recyclée est utilisée à la place de celle qu'on aurait dû extraire.

Il représente une des activités économiques de la société de consommation. Certains procédés sont simples et bon marché, tandis que d'autres sont complexes et peu rentables. Dans ce domaine, les objectifs de l'écologie et ceux du commerce peuvent ainsi se rejoindre ou diverger ; la législation peut alors imposer la prise en charge de cette externalité. Ainsi, en particulier depuis les années 1970, le recyclage est une activité importante de l'économie et des conditions de vie des pays développés.

## Définition juridique
En France, le terme « recyclage » fait l'objet d'une définition réglementaire dans le Code de l'Environnement : 

« Recyclage : toute opération de valorisation par laquelle les déchets, y compris les déchets organiques, sont retraités en substances, matières ou produits aux fins de leur fonction initiale ou à d'autres fins. Les opérations de valorisation énergétique des déchets, celles relatives à la conversion des déchets en combustible et les opérations de remblaiement ne peuvent pas être qualifiées d'opérations de recyclage. »

— Code de l'Environnement français.
Pour l'Union européenne, la définition est la suivante :

« « recyclage » : toute opération de valorisation par laquelle les déchets sont retraités en produits, matières ou substances aux fins de leur fonction initiale ou à d'autres fins. Cela inclut le retraitement des matières organiques, mais n'inclut pas la valorisation énergétique, la conversion pour l'utilisation comme combustible ou pour des opérations de remblayage. »

— Directive 2008/98/CE du Parlement européen et du Conseil du 19 novembre 2008 relative aux déchets et abrogeant certaines directives.
D'autres sources de droit coexistent, ainsi pour les automobiles :

« « Recyclage », le retraitement industriel de matériaux de rebut, aux mêmes fins ou à d’autres fins, à l’exclusion de la valorisation énergétique. »

— Règlement CEE-ONU no 133 : Prescriptions uniformes relatives à l’homologation des véhicules automobiles en ce qui concerne leur aptitude à la réutilisation, au recyclage et à la valorisation.

## Trois principes de gestion des déchets

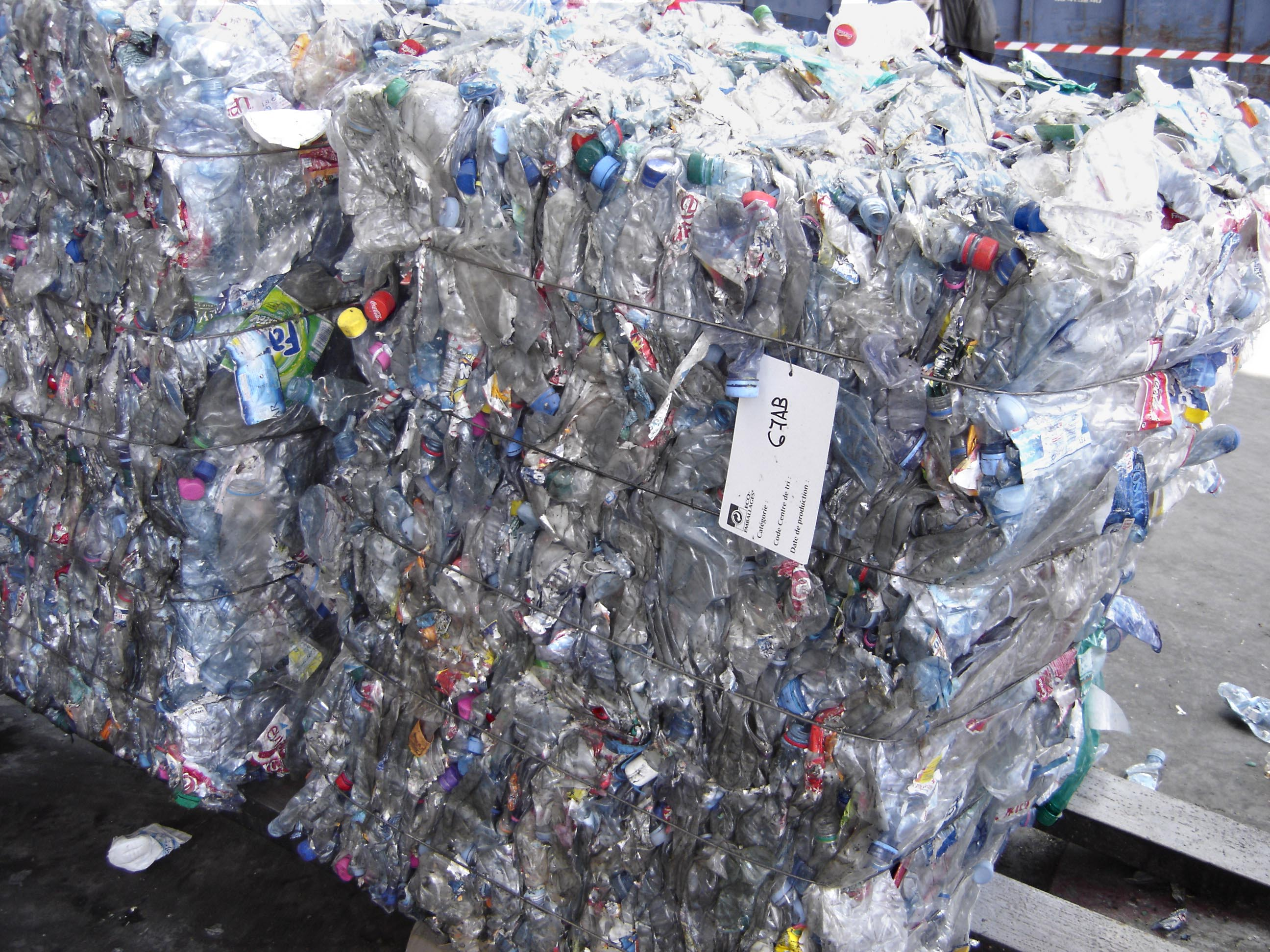
Bouteilles en plastique prêtes pour le recyclage.

Les trois R constituent une stratégie de gestion des produits en fin de vie et des déchets qui en découlent, visant à :
1. Réduire : regroupe les actions au niveau de la production pour réduire les tonnages d'objets (par exemple les emballages) susceptibles de finir en déchet ;
2. Réutiliser : regroupe les actions permettant de réemployer un produit usagé pour lui donner une deuxième vie, pour un usage identique ou différent ;
3. Recycler : désigne l'ensemble des opérations de collecte et traitement des déchets permettant de réintroduire dans un cycle de fabrication les matériaux qui constituaient le déchet.

Le recyclage contribue à diminuer les quantités de déchets stockés en décharge ou incinérés. Il est cependant contré par l'augmentation de la production des déchets. En France, le volume de déchets a doublé de 1980 à 2005, pour atteindre 360 kg/an/personne.[réf. nécessaire] Le recyclage a tout de même permis d'économiser, en 2006, environ 2,3 % de la consommation française totale d'énergie non renouvelable.
Le taux de recyclage est encore jugé médiocre, en 2013, par l'Agence européenne pour l'environnement (AEE) et insuffisant pour atteindre les engagements au sein de l'UE (recycler 50 % de déchets ménagers et similaires d'ici à 2020).

## Histoire

### Depuis l'âge du bronze
Le recyclage est utilisé dès l'âge du bronze. À cette époque, les objets usagés en métal sont fondus afin de récupérer leur métal pour la fabrication de nouveaux objets. Cette pratique existe dans toutes les civilisations. Par exemple, les vieux chiffons, puis les papiers et cartons, sont récupérés pour faire de la pâte à papier. La situation change avec le développement progressif puis massif de l'industrialisation et de la consommation. La gestion des matières premières et des déchets devient de plus en plus difficile, les premières devenant trop rares et les seconds trop envahissants. Le recyclage devient alors progressivement un enjeu dans la sauvegarde de l'environnement.

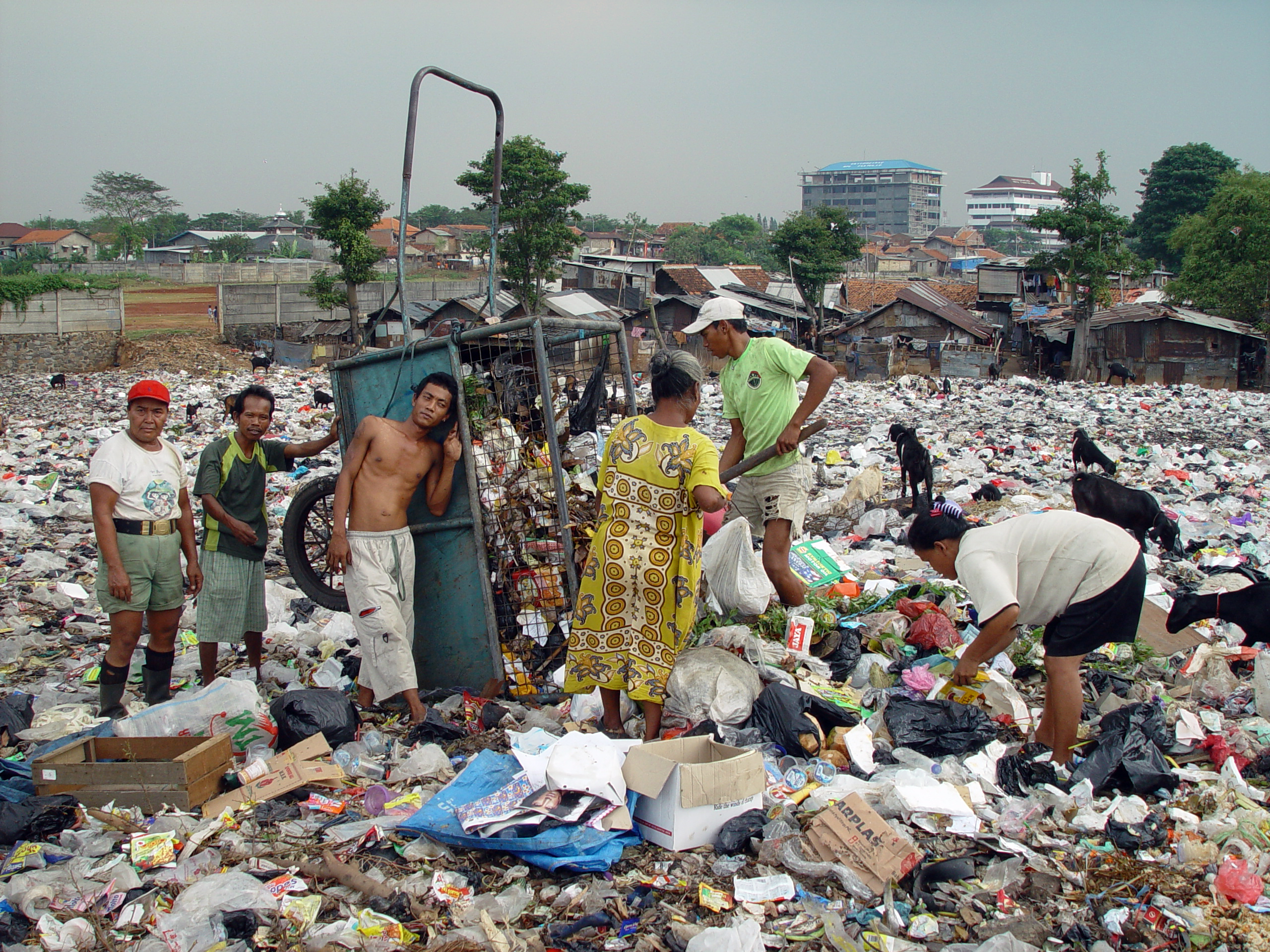
Ramasseurs de déchets dans un bidonville de Jakarta en Indonésie.

### Époque contemporaine

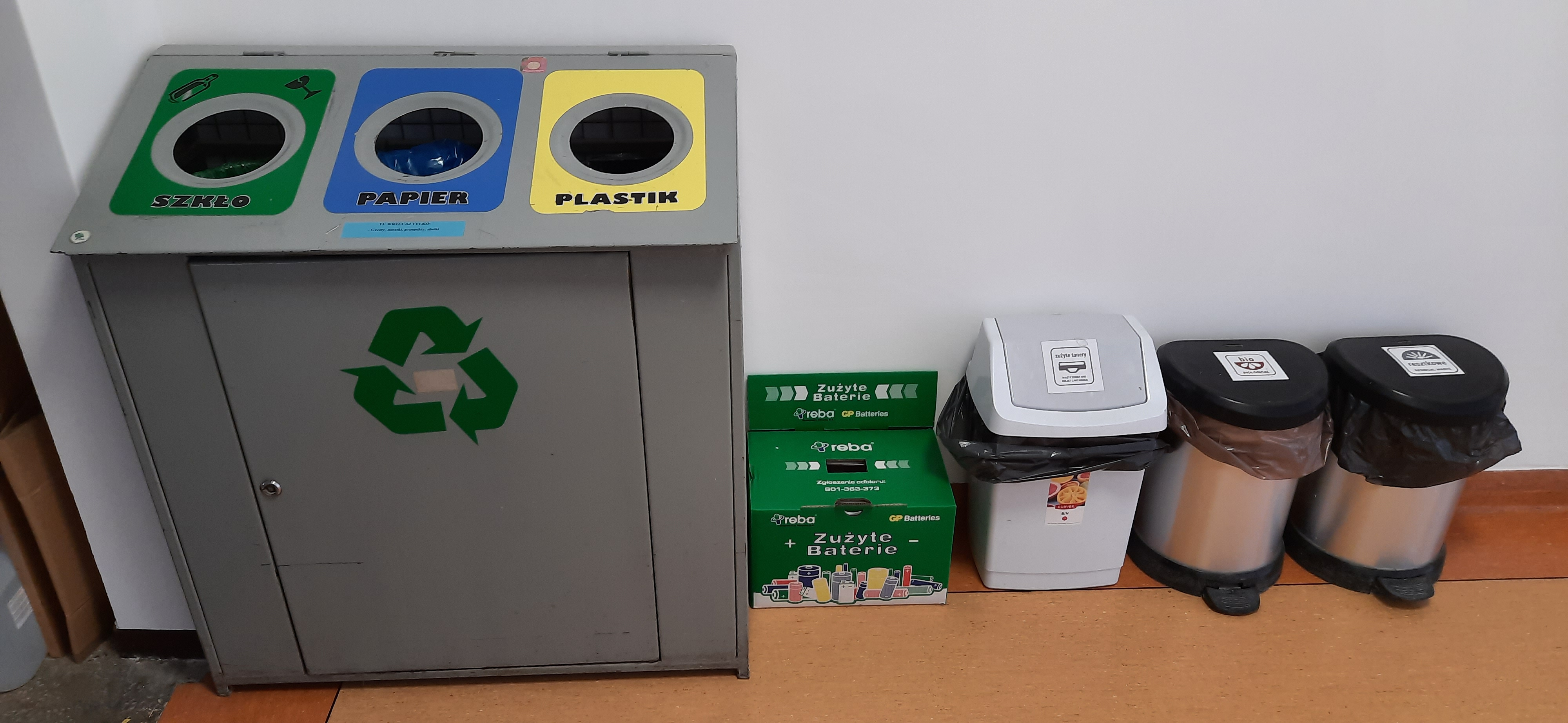
Point de recyclage à l'École polytechnique de Gdańsk.

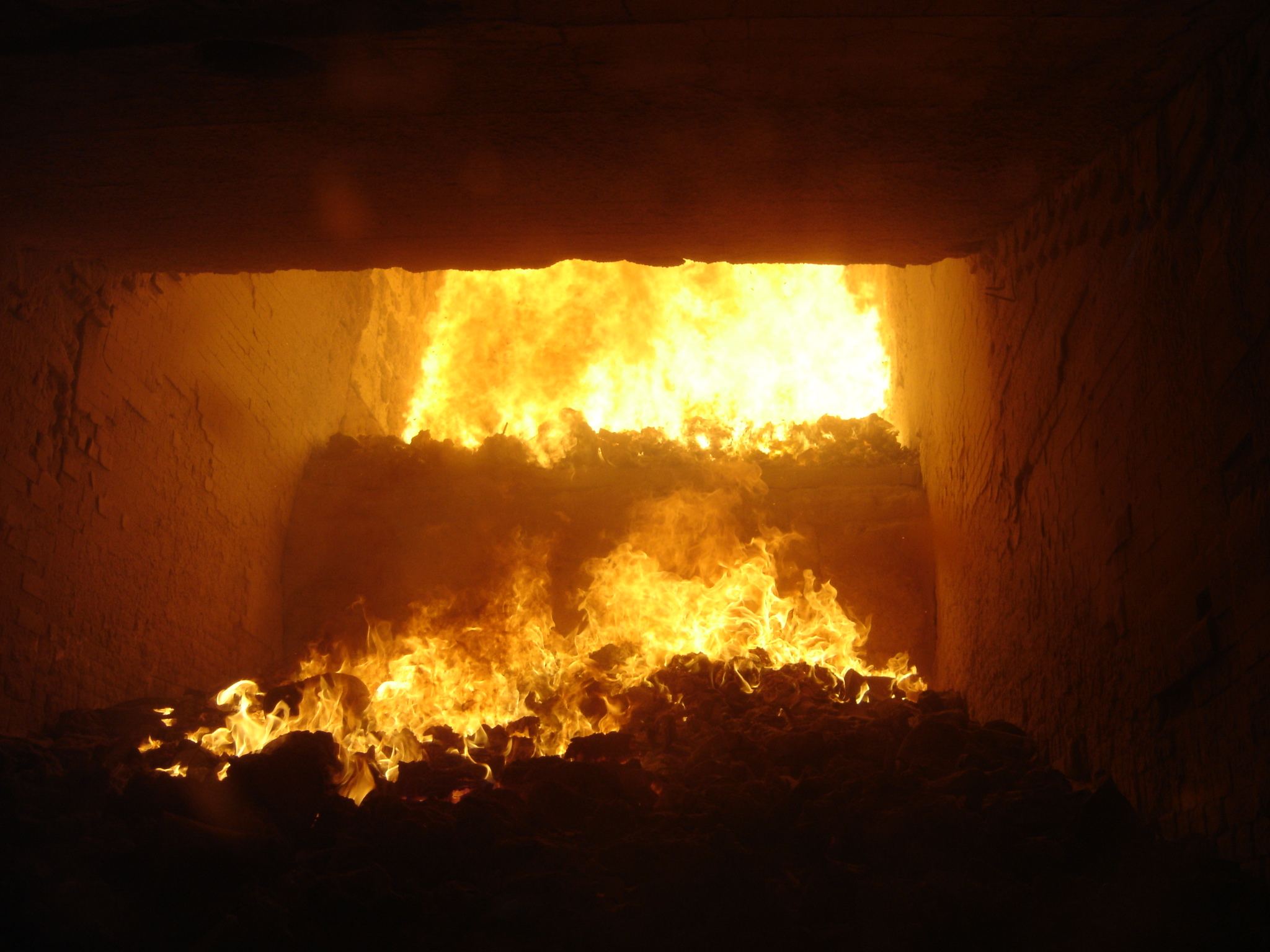
Incinérateur de déchets.

Pendant la Seconde Guerre mondiale et quelques années d'après-guerre, pénurie oblige, toute chemise en fin de vie est recyclée par les particuliers : les boutons en sont soigneusement récupérés pour des travaux de couture ultérieurs, les manches séparées pour protéger les bras dans les travaux salissants ou pour cirer les chaussures, et le reste réutilisé comme chiffons pour nettoyer les vitres. Ces chiffons se négociaient aussi auprès des chiffonniers, qui les collectaient pour la fabrication du papier.
Les pull-overs tricotés en laine sont en fin de vie détricotés (l'opération est rapide et facile) et la laine remise en pelote pour la fabrication de chaussettes ou les petits raccommodages.
Vers la fin des années 1940, alors que la France manque de matières premières, on recycle les piles usagées de 4,5 V pour en récupérer le zinc, les crayons de carbone avec leur embout de cuivre ou de laiton, et le dioxyde de manganèse (MnO2) utilisable. Il est difficile d'acheter une pile sans donner l'ancienne en échange. Cette pratique disparaît au milieu des années 1950. Les cheveux coupés par les coiffeurs sont recyclés pour divers usages jusqu'à la fin de la même décennie.
En 1970, alors qu'on recycle moins que jamais[réf. souhaitée], le recyclage est remis au goût du jour par des partisans de la défense de l'environnement, qui lancent le logo actuel pour marquer d'une part les produits recyclables et d'autre part les produits issus de matériaux recyclés.
La situation évolue progressivement. Les consommateurs se sensibilisent à l'étiquette « produit recyclable » qui est reconnaissable grâce au logo (distinct du Point vert qui, en Europe, atteste du paiement d'une taxe par le fabricant mais n'indique aucunement que le produit est recyclable).
Le recyclage revient partiellement en grâce dans l'industrie, qui s'organise pour le favoriser. Le ramassage des déchets ménagers par récupération sélective se développe afin de faciliter l'industrialisation du recyclage. Les gouvernements légifèrent pour encadrer ces diverses activités. Par exemple, en 2006, les pays développés mettent en place un système d'achat de l'électricité produite par le traitement des déchets, tel que l'incinération des ordures ménagères.
Le recyclage suit cependant l'organisation mondiale de la consommation. La situation dans les pays développés n'est pas celle des pays en développement. Dans ces derniers, en l'absence de meilleur système, c'est la récupération informelle qui permet de recycler une partie des déchets, comme pendant la guerre.

### Législation européenne relative aux déchets

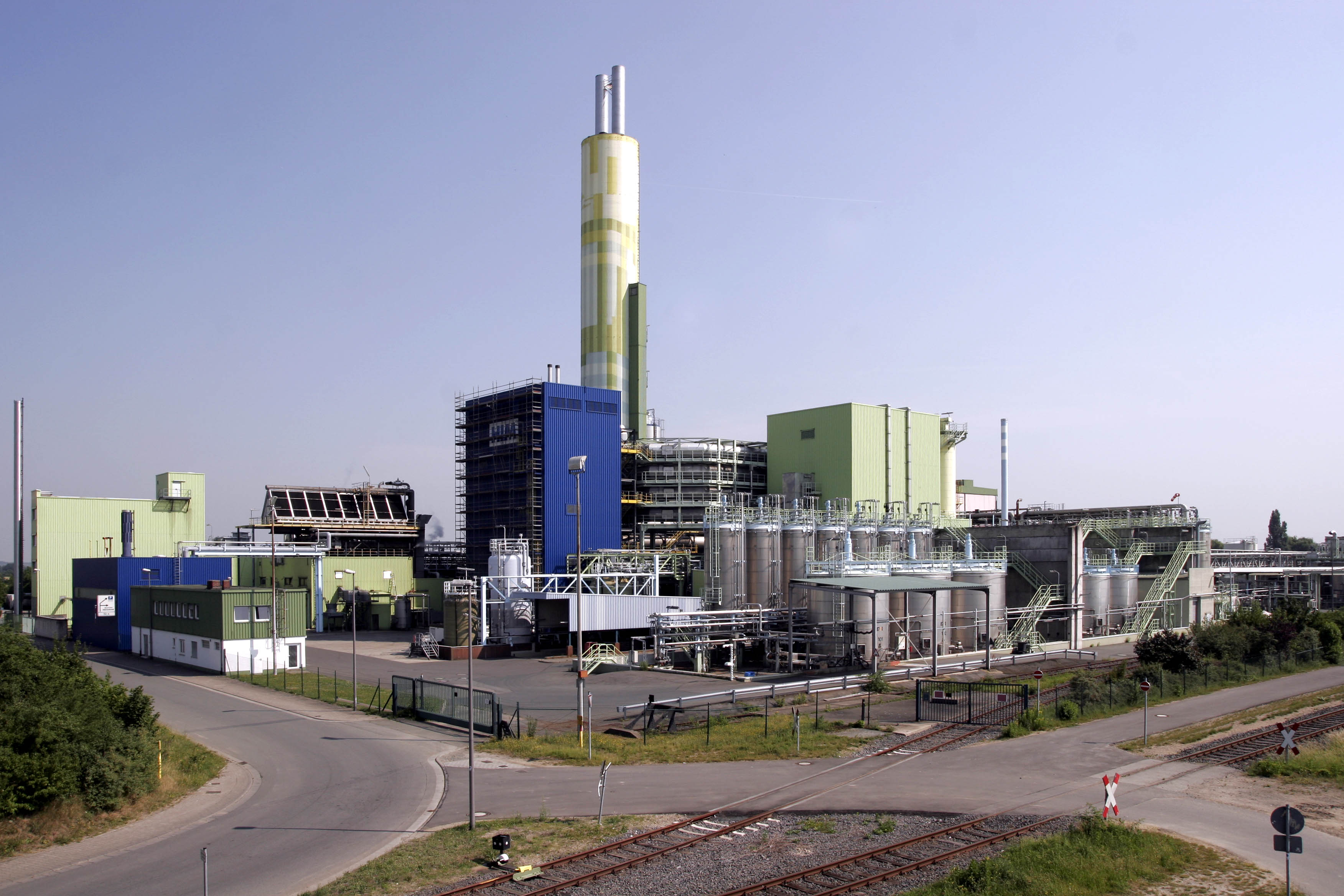
Usine de traitement de déchets.

En 2007, la production, le stockage, le traitement et le recyclage des déchets sont encadrés en Europe par une législation de plus en plus élaborée.
L'incinération des déchets dangereux est l'objet de la Directive no 2000/76/CE du Parlement européen et du Conseil du 4 décembre 2000. Le stockage de déchets industriels spéciaux est défini par la Directive no 1999/31/CE du 26 avril 1999 concernant la mise en décharge des déchets et la Décision de la Commission no 2000/532/CE du 3 mai 2000 ainsi que la Décision no 94/904/CE du Conseil établissant une liste de déchets dangereux.
Le Règlement du Parlement européen et du Conseil CE 2037/2000 du 29 juin 2000 sur les substances qui appauvrissent la couche d'ozone et la Décision du Conseil du 25 avril 2002 qui est l'« approbation, au nom de la Communauté européenne, du protocole de Kyoto à la convention-cadre des Nations unies sur les changements climatiques et l'exécution conjointe des engagements qui en découlent » tentent de maintenir la pollution de l'air sous des limites acceptables, avec un succès mitigé et une adoption non générale.

## Aspect technique

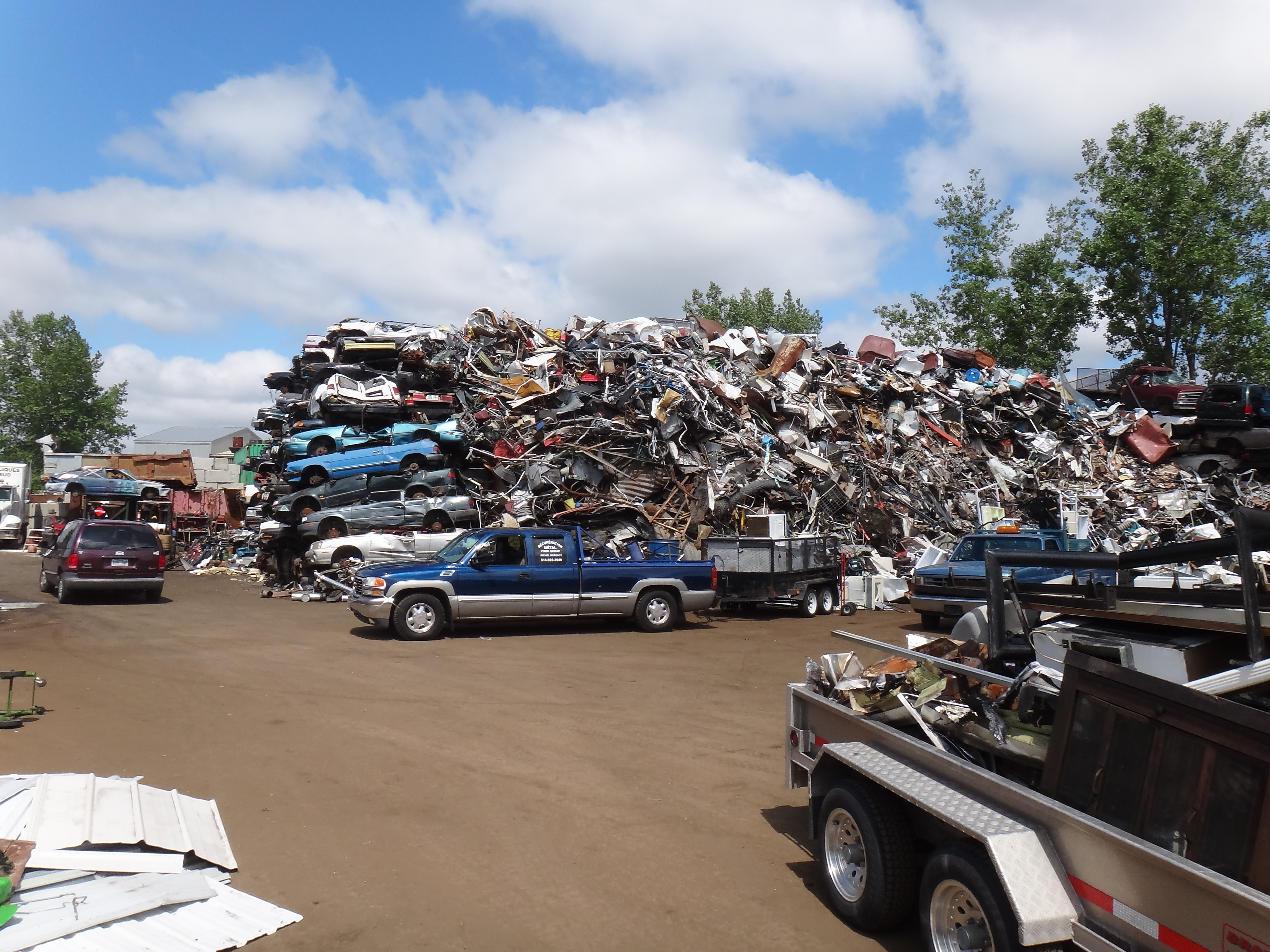
Commerce de récupération de métaux industriels et domestiques (Saint-Mathieu-de-Belœil, Québec).

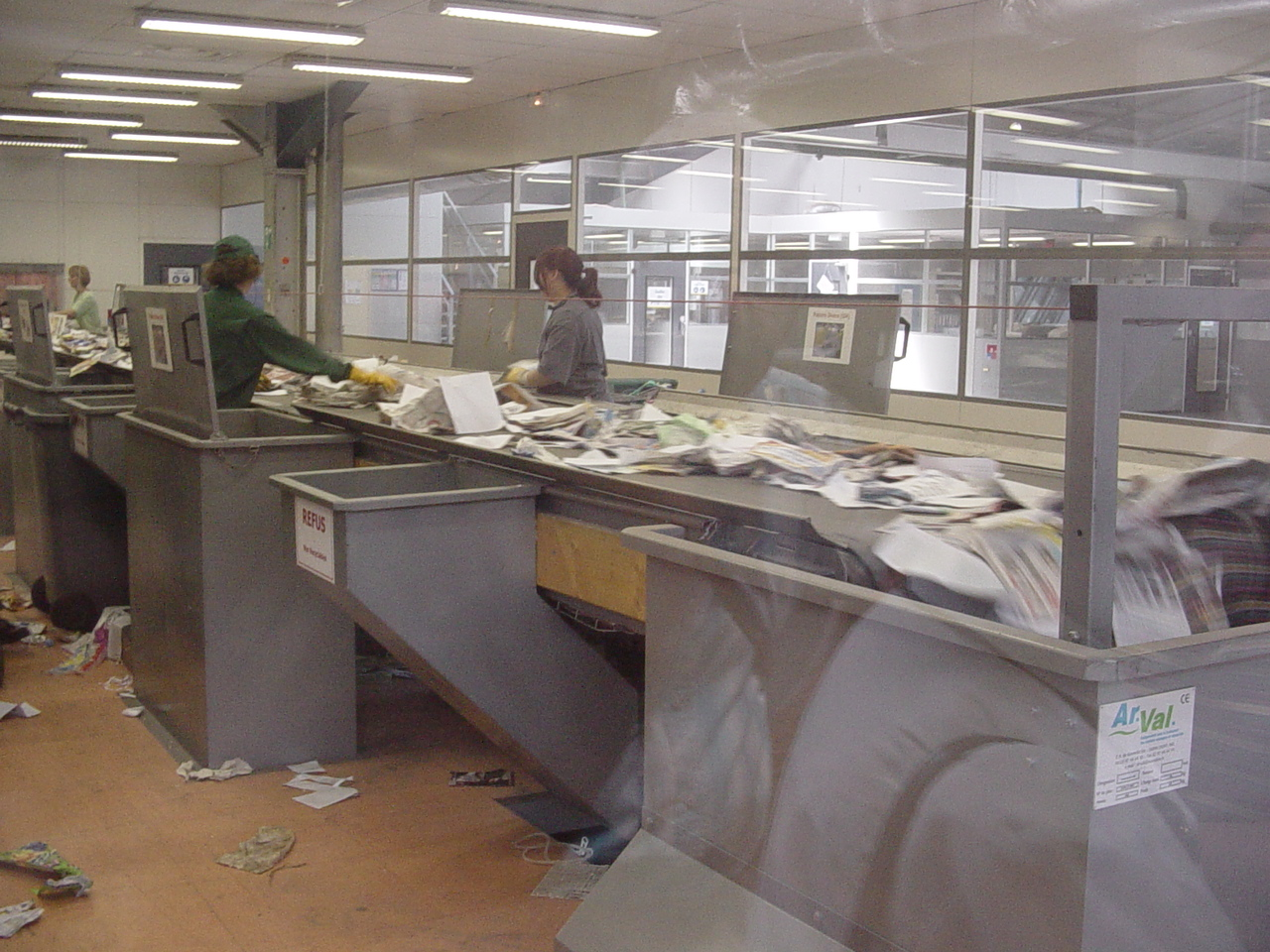
Tapis roulant dans un centre de tri (Rhône).

### Laps de temps entre la commercialisation d'un produit et sa recyclabilité
Les techniques de recyclage ne sont souvent développées que longtemps après les premiers usages des produits et des ressources le constituant. Par exemple, le lithium, qui est un composant des batteries des téléphones mobiles depuis 1991, n'a été recyclé que vingt ans plus tard, lorsque les premières usines de recyclage ont été opérationnelles.
L'écoconception a notamment pour objectif de réduire à néant ce laps de temps.

### Trois types de recyclage
Il existe trois grandes familles de techniques de recyclage :
- le recyclage dit « chimique » utilise une réaction chimique pour traiter les déchets, par exemple pour dépolymériser le plastique ou séparer certains composants ;
- le recyclage dit « mécanique » est la transformation des déchets à l'aide d'une machine, par exemple pour broyer, ou pour séparer par courants de Foucault ;
- le recyclage dit « organique » consiste, au moyen du compostage ou de la fermentation, à produire des engrais, des amendements ou du carburant tel que le biogaz.

### La chaîne du recyclage
La chaîne du recyclage comporte plusieurs étapes :
1. Collecte de déchets : les opérations de recyclage des déchets commencent par la collecte des déchets.
Dans les pays développés, les ordures ménagères sont généralement incinérées ou enfouies en centres d'enfouissement pour déchets non dangereux. Les déchets collectés pour le recyclage ne sont pas destinés à l'enfouissement ni à l'incinération, mais à la transformation. La collecte s'organise en conséquence.
La collecte sélective, dite aussi « séparative » et souvent appelée à tort « tri sélectif »[c], est la forme la plus répandue pour les déchets à recycler. Le principe de la collecte sélective est le suivant : celui qui jette le déchet le trie lui-même. La taxe au sac est un bon moyen pour inciter les personnes au tri sélectif, car seuls les déchets non recyclables finissent en général dans ces sacs taxés, les déchets recyclables étant, eux, déposés dans des lieux où il n'y a pas de taxe.
À la suite de la collecte, les déchets, triés ou non, sont envoyés dans un centre de tri où différentes opérations mécanisées permettent de les trier de manière à optimiser les opérations de transformation. Un tri manuel, par des opérateurs devant un tapis roulant, complète souvent ces opérations automatiques. Avant ce stade, le verre brisé est systématiquement écarté pour éviter les risques de blessure ;
2. Transformation : une fois triés, les déchets sont pris en charge par les usines de transformation. Ils sont intégrés dans la chaîne de transformation qui leur est spécifique. Ils entrent dans la chaîne sous forme de déchets et en sortent sous forme de matière prête à l'emploi ;
3. Commercialisation et conservation : une fois transformées, les matières premières issues du recyclage sont utilisées pour la fabrication de produits neufs qui seront à leur tour proposés aux consommateurs.

En fin de vie, ces produits seront éventuellement jetés, même si certains pourraient être récupérés et recyclés.

Exemple de recyclage pour le verre
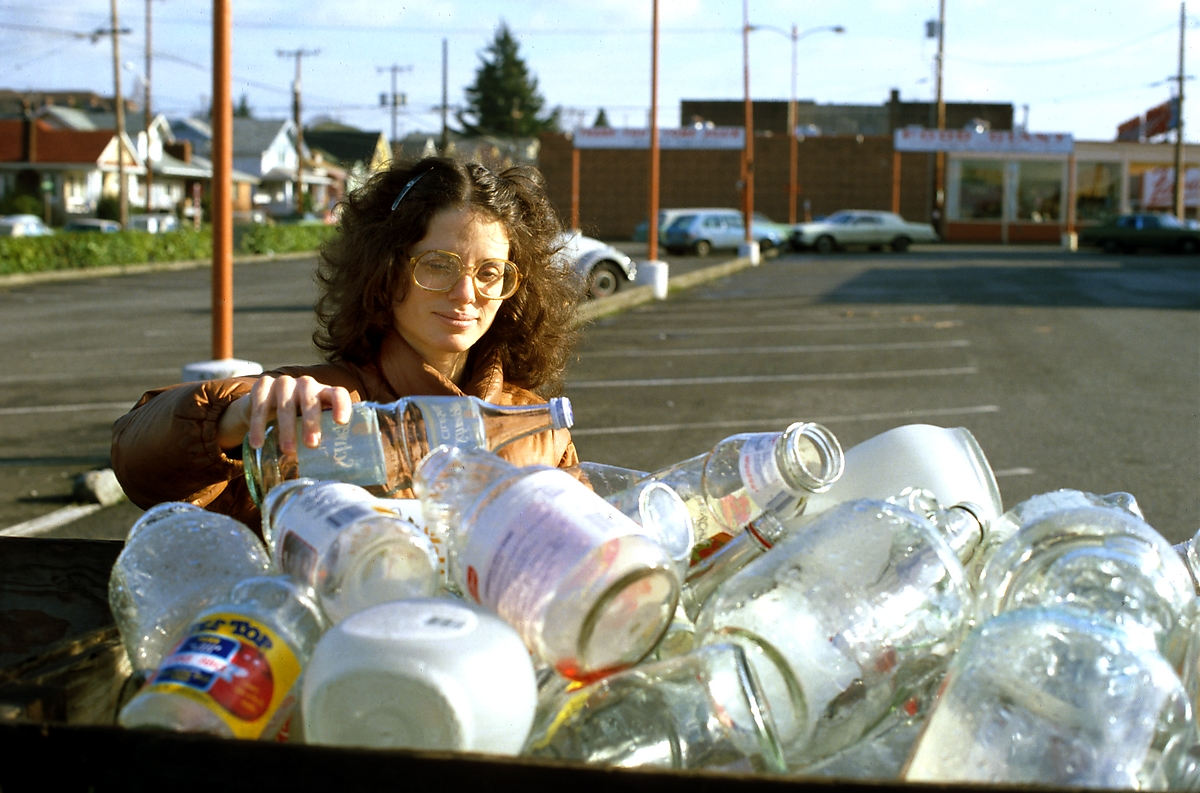
Étape 1 : Recyclage du verre (Seattle, 1990).
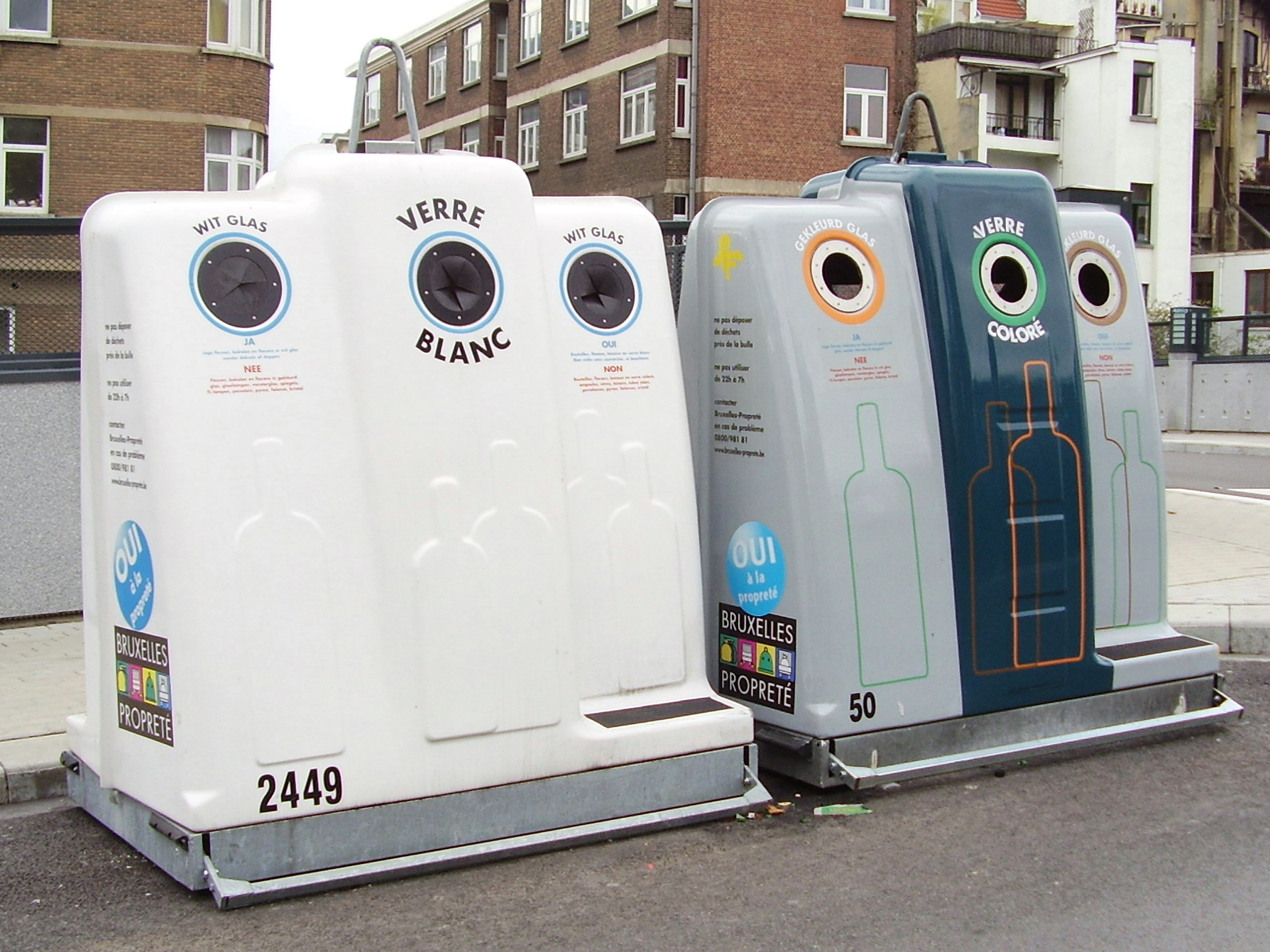
Étape 2 : Conteneurs pour tri du verre à recycler (Bruxelles, 2006).
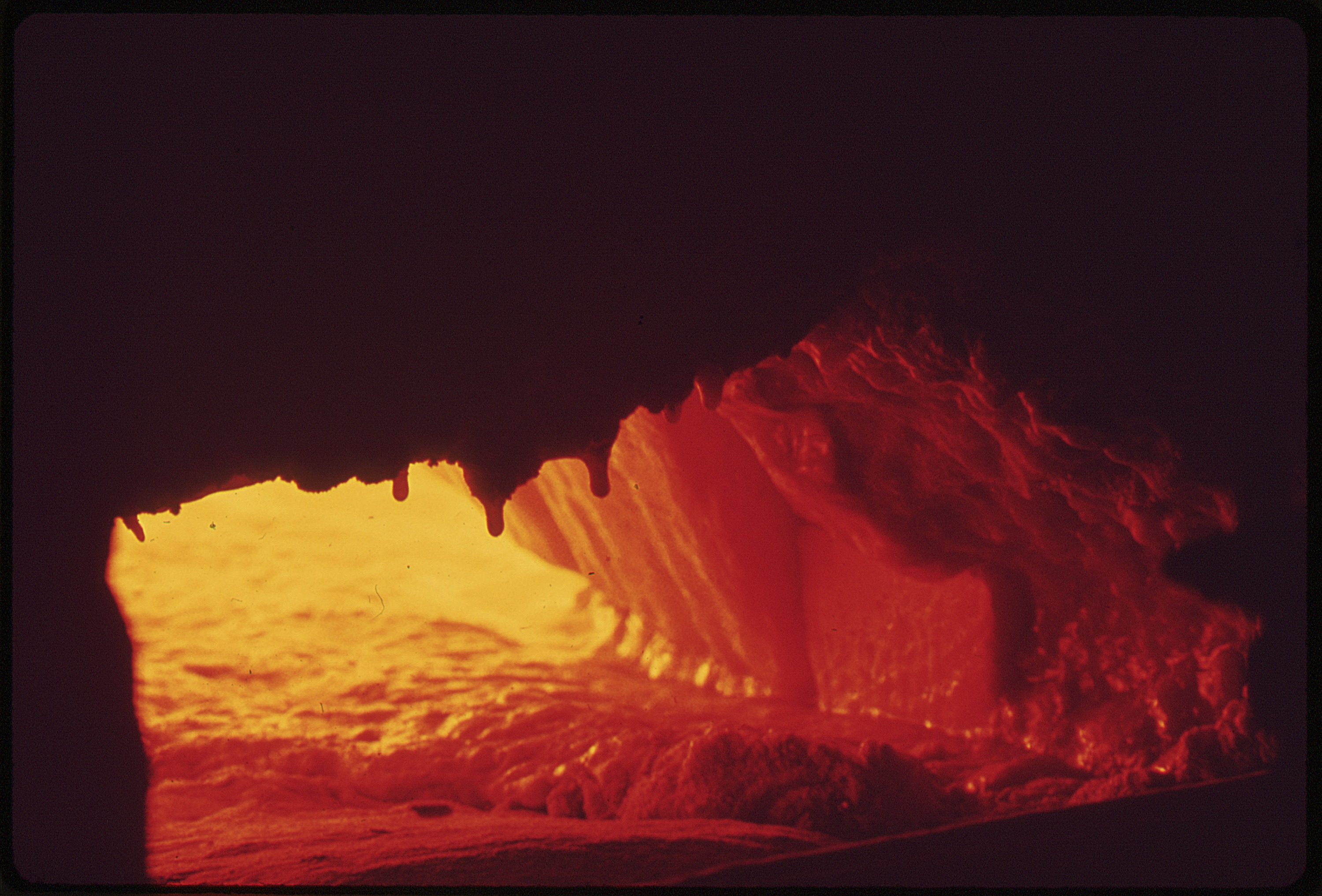
Étape 3 : Fusion du verre recyclé (États-Unis, 1972).
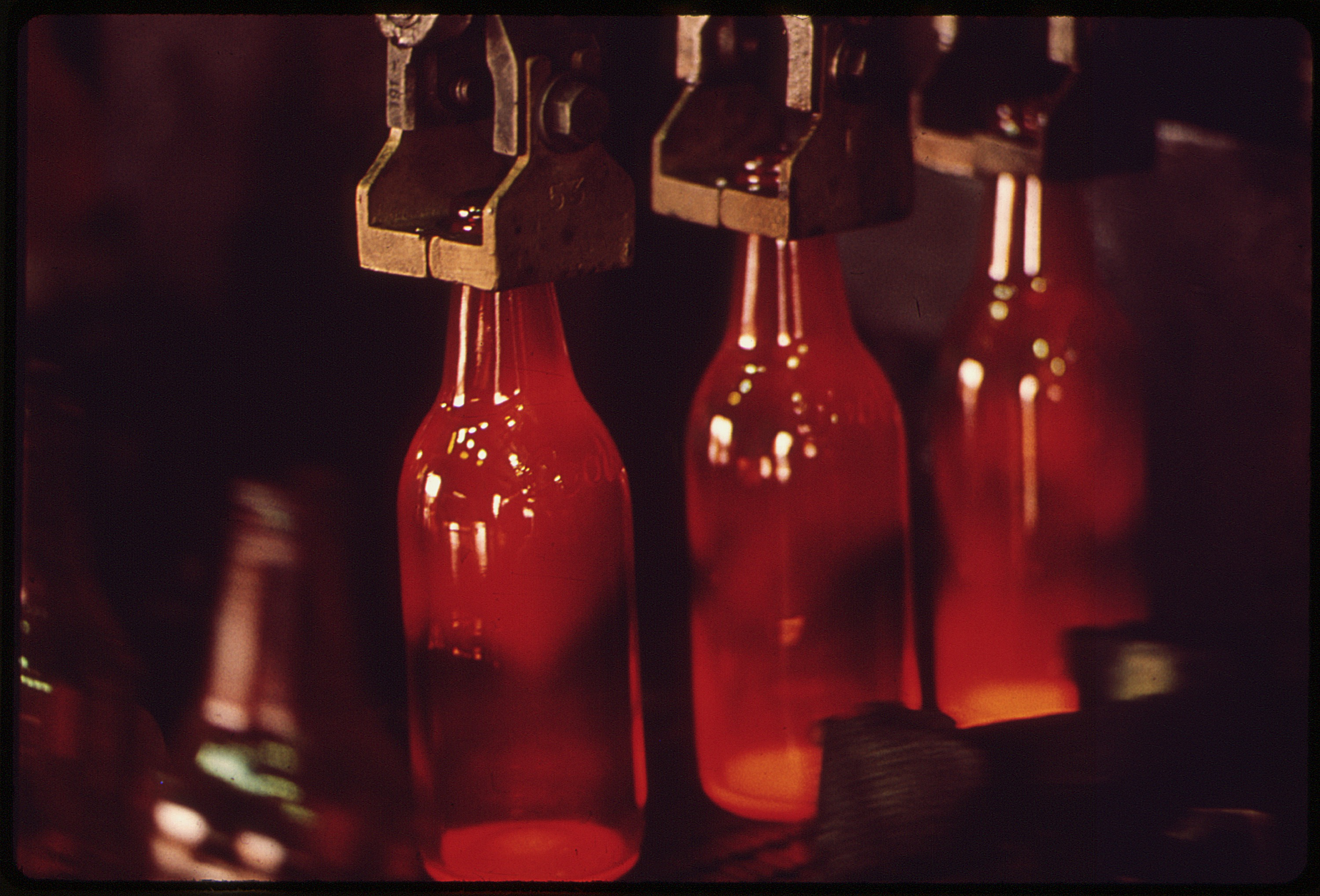
Étape 4 : Nouvelles bouteilles en cours de fabrication (États-Unis, 1972).

## Recyclage des déchets

### Eaux usées et excreta
L'eau est un bien naturel qui est indispensable à la vie et fortement consommé, mais dont les ressources sont limitées. Dans les pays développés, elle est recyclée et une part de l'eau consommée est issue d'eaux usées, assainies et redistribuées. La gestion de ce recyclage des eaux usées nécessite des infrastructures et une exploitation toutes deux lourdes, généralement confiées à des entreprises spécialisées dans le traitement et la distribution d'eau ou au palier de gouvernement local.
Les nutriments contenus dans les eaux usées ou directement les boues de vidange peuvent aussi être recyclés. L'utilisation des excreta permet de fermer la boucle des nutriments et de limiter la pression sur des ressources naturelles non renouvelables.
| Produit | Procédé |
| ------- | --- |
| Eau     | Récupérée et transportée par les réseaux d'égout. Traitée dans des stations d'épuration pour être à nouveau consommée. |

### Déchets usuels inertes
Les déchets usuels inertes sont produits par les ménages et les industries. Ils forment la part la plus large des déchets recyclables. Ils sont souvent simples à collecter et à transformer. Ils sont peu dangereux. En revanche, ils représentent des volumes importants à transporter et à stocker.
| Produit                               | Procédé |
| ------------------------------------- | --- |
| Acier                                 | Repris en l'état par des sociétés de récupération de métaux. Fabrication des pièces de moteur, des outils, des boîtes de conserve, etc. |
| Aluminium                             | Repris en l'état par des sociétés de récupération de métaux. Fabrication des canettes, du « papier » d'emballage, des constituants d'automobile (culasses, jantes, boîtes de vitesses, etc.) |
| Caoutchouc                            | Repris en l'état par des sociétés de récupération. Les pneus hors d'usage sont utilisés pour produire de nouveaux pneus (rechapés), de la poudrette de caoutchouc (ou des pellets), des bacs à fleurs, des tréteaux, des panneaux d'insonorisation, des tuiles de revêtement de sol, de l'asphalte caoutchoutée pour routes, terrains de sports et de jeu pour enfant, etc. |
| Carton                                | Repris en l'état par des sociétés de récupération. Fabrication d'autres types de papier et de carton « recyclés ». |
| Gravats                               | Repris en l'état par des sociétés de récupération. Broyés sous forme de granulats employés à nouveau dans le secteur de bâtiment ou le secteur industriel. |
| Papier                                | Repris en l'état par des sociétés de récupération. Fabrication d'autres types de papier et de carton, dalles pour faux-plafonds, isolants cellulosiques. |
| Plastique                             | Repris en l'état par des sociétés de récupération. Fabrication de sacs, de récipients et couvercles pour produits non alimentaires, de meubles de jardin, de vêtements, de jouets, de mobilier urbain, de clôtures, de tuyaux, de pièces d'automobile (pare-chocs, batteries…), d'éléments de signalisation routière, de cônes de voirie, etc. Depuis avril 2008, la réglementation européenne autorise, en production de matériaux pour contact alimentaire, l'emploi de matériau recyclé qui a été au contact alimentaire. Une grande rigueur est alors imposée dans le tri et le procédé de régénération. |
| Textile                               | Repris en l'état par des sociétés de récupération. Fabrication de textile et de pâte à papier. |
| Verre                                 | Repris en l'état par des sociétés de récupération. Refonte des articles en verre pour en faire des neufs. |
| Brique alimentaire                    | Repris en l'état par des sociétés de récupération. Les briques broyées (technique dite de pulpage), lavées, essorées et séchées sont triées en papier / aluminium et PE. Le PE est transformé en bidon, bouteille, tuyau, etc. |
| Équipement électrique et électronique | Les appareils sont récupérés, démantelés, déchiquetés et broyés, au moyen d'une chaîne. Les fragments valorisables sont récupérés sous forme de métaux ferreux, non ferreux, câbles, plastiques, etc. |

### Déchets usuels non inertes
Les plus connus de ces déchets sont les huiles et les peintures. L'incinération avec valorisation énergétique est un des procédés employés pour les recycler. Elle permet la production d'énergie et la destruction des déchets peu combustibles.
| Produit | Procédé |
| --- | --- |
| Déchets liquides à composante minérale (tels que déchets de revêtement de surface, boues résultant du travail des métaux, dépollution d'eau, etc.) | Traitement physicochimique minéral : neutralisation des acides et des bases, transformation des produits toxiques solubles en composés insolubles précipités au sein de la solution, séparation des solides et des liquides par décantation ou par filtration |
| Déchets liquides polyphasiques (tels que résidus de lavage et de dégraissage des cuves et des sols)                                                | Traitement physicochimique organique en deux étapes : séparation par décantation et séchage par incinération. |
| Déchets organiques (tels que huile, peinture, vernis, etc.)                                                                                        | Incinération avec valorisation énergétique : production d'énergie et destruction des déchets peu combustibles. Avant rejet à l'atmosphère, les gaz restants sont traités au charbon actif par adsorption, et neutralisés.                                     |
| Déchets synthétiques (huile synthétique, produits de nettoyage des automobiles…)                                                                   | Incinération avec valorisation énergétique : production d'énergie et destruction des déchets peu combustibles. |

### Déchets industriels dangereux
L'industrie produit une grande quantité de déchets dangereux. Ce sont pour la plupart des produits comprenant des substances chimiques toxiques ou instables. Les déchets toxiques sont dangereux pour la santé et pour l'environnement. La manipulation de déchets instables expose à des risques d'accidents graves.
| Produit | Procédé |
| --- | --- |
| Boues de déchets industriels | Chauffage des déchets dans le but d'en réduire la masse et de valoriser les sous-produits. Il s'agit de techniques de séchage ou de séchage par incinération en utilisant différentes techniques. Les gaz issus du séchage peuvent être recyclés comme source de chaleur dans le procédé à partir d'une chaudière. En fonction des résidus obtenus par séchage, ceux-ci peuvent être stockés pour une utilisation ultérieure.                                                  |
| Déchets liquides biodégradables. Tels que les eaux issues d'un traitement physicochimique, eaux de pollution accidentelle… | Traitement biologique qui consiste à transformer la matière organique en une boue par des moyens physiques. Les microorganismes dégradent et assimilent certaines substances organiques par sécrétion d'enzymes. La boue biologique est extraite de l'eau par décantation ou flottation. Pour accélérer le processus de dépollution dans les procédés aérobiques, on utilise un apport d'oxygène (de l'air ambiant, ou pur) dans les bassins.                                  |
| Hydrocarbures liquides. Les hydrocarbures liquides sont en particulier des résidus de nettoyage de fond de bac ou des concentrats huileux provenant d'opérations physicochimiques (filtration, décantation).                                                                                                  | Séparation de l'eau, des hydrocarbures et des sédiments par des procédés physiques (décantation, débourbage, centrifugation, filtration). Valorisation thermique des hydrocarbures récupérés. |
| Hydrocarbures solides. Concerne les hydrocarbures pâteux ou solides tels que les déchets d'hydrocarbures issus de raffinerie et de dépôts pétroliers ; ou tels que les déchets pétroliers d'activités portuaires : boues de station de déballastage, boues de curage de bassins, déchets de marée noire, etc. | Les déchets d'hydrocarbures sont mélangés à des réactifs neutralisants. Ce processus lent produit une séparation des hydrocarbures sous forme simple (CO2, H2O). Combinée avec des réactifs, cette matière sous forme physique homogène devient stable, hydrophobe, oléophile et commode à entreposer. La matière finale servira comme terre de recouvrement, absorbant oléophiles, ou incorporée aux enrobés routiers.                                                        |
| Métaux. Concerne les métaux tels que fûts, conteneurs, emballages légers, mâchefers, sels d'argent de bains photographiques, etc. | Les fûts, conteneurs, emballages légers (en fer blanc) qui ne sont pas réutilisés en l'état après nettoyage sont compactés et transportés aux aciéries. Les mâchefers, dépollués et ôtés de tout élément métallique sont réutilisés par l'industrie métallurgique. Les sels d'argent sont stockés et transférés dans un réacteur agité, pour précipiter le sulfure d'argent. Après séparation, on obtient une boue qui sera calcinée pour la récupération de lingots d'argent. |
| PCB. Les PCB ou polychlorobiphényles sont des dérivés chimiques chlorés plus connus sous le nom commercial de « Pyralène ». Les PCT (polychloroterphényles) sont des produits proches,. | Incinérés et détruits à très haute température dans des unités spécifiques. Dans certaines unités, le chlore contenu dans le PCB est recyclé par incinération, sous forme d'acide chlorhydrique. |
| PCB des transformateurs et condensateurs contenant du pyralène. | Chaque appareil ou équipement est vidé de son contenu liquide, démonté, et traité suivant la nature des parties actives, noyaux, bobines, cuve, etc. Après décontamination, le cuivre et le papier sont séparés et réemployés. |
| Solvants. Cétones, hydrocarbures aliphatiques, méthylbenzène, esters, glycols et solvants chlorés (trichloroéthane, trichloréthylène) issus d'activités industrielles légères (ateliers de réparation automobile) ou lourdes (métallurgie, construction automobile).                                          | La régénération de solvants utilise la distillation simple, la distillation fractionnée sur colonne et / ou la distillation par entraînement à la vapeur pour séparer les différents constituants des solvants usés. Après distillation, les solvants sont « séchés ». L'eau résiduelle est extraite par fixation sur un support ne réagissant pas chimiquement avec le solvant. Valorisation thermique des hydrocarbures récupérés.                                           |

L'industrie nucléaire recycle une part croissante de ses déchets : 10 % de l'électricité nucléaire produite en France en 2019 l'est à partir de matières recyclées (uranium appauvri et plutonium issus du retraitement des combustibles usés) et cette part va passer à 25 % grâce à l'utilisation de l'uranium de recyclage dans des réacteurs à partir de 2023 ; il pourrait même passer à 30 % en recyclant plusieurs fois le plutonium, technique qui sera expérimentée à l'horizon 2025-2028.

### Déchets toxiques en quantités dispersées
Certains déchets toxiques sont mélangés en faible quantité à des produits non polluants. Il est alors impossible de recycler ces produits sans les avoir débarrassés des déchets toxiques.
| Produit | Procédé |
| --- | --- |
| Lixiviat | Valorisation du biogaz de décharge afin d'évaporer les lixiviats et d'oxyder thermiquement les vapeurs. L'objectif est de proposer un traitement «zéro rejet liquide» et d'adapter une technique souple et susceptible de traiter tout type de lixiviats. Étapes de traitement : - combustion du biogaz par torchère ; - récupération de l'énergie contenue dans les gaz ; - évaporation de l'eau ; - traitement par oxydation thermique des vapeurs issues de l'évaporation. |
| Pile alcaline et pile saline | 1- Préparation au traitement mécanique. Le procédé utilisé est un procédé hydrométallurgique (attaque chimique/traitement à froid) qui permet une valorisation de 80 % des composants de la pile. À la réception des lots, les piles sont triées afin de séparer les piles salines et alcalines traitées sur place. Les autres modèles (piles boutons) sont dirigées vers des installations spécialisées. Les piles sont broyées afin d'obtenir un mélange, puis tamisé pour séparer les poudres de charbon, de zinc, de manganèse, de potassium, de mercure, des autres parties plus denses. Ces dernières sont dirigées vers un séparateur magnétique qui extrait la partie métallique (fer) revendue à l'industrie métallurgique, et vers un séparateur à courants de Foucault qui dissocie, le papier et le plastique, du cuivre et du zinc. 2- Préparation au traitement chimique. La poudre de pile est attaquée à l'acide sulfurique et le magma obtenu est filtré sur filtre presse. On obtient deux produits distincts : un résidu carboné composé de graphite et un liquide contenant des sulfates mixtes dissous dans l'eau. Le mercure est extrait de ce liquide sous forme métallique à une pureté de 99 %, par un procédé appelé « cémentation », et est envoyé ensuite en affinage. Le liquide purifié est neutralisé puis concentré et évaporé afin d'obtenir des sulfates de zinc et de manganèse en poudre, produits finis directement commercialisables. Le mercure, le zinc et le ferromanganèse sont extraits des piles et réutilisés dans la fabrication de nouveaux produits. |
| Sédiment provenant de marée noire Sédiments provenant de marées noires tels que tout déchet ramassé sur une côte polluée en hydrocarbures. | Les déchets organiques sont lavés avec un solvant adapté, puis rincés. Le sable récupéré servira de sable de recouvrement, ou sera incorporé aux enrobés routiers. Les hydrocarbures extraits contribuent à la valorisation thermique et énergétique. |
| Sol pollué Tel que les anciennes décharges.                                                                                                | Les techniques de traitement et de reconstitution des sites et sols pollués sont appliquées selon les polluants en présence, par forage, échantillonnage et analyse. |
| Tube fluorescent | Les tubes en verre et les culots métalliques sont démontés, séparés, stockés dans des conteneurs spécifiques avant la phase de démercurisation. Le verre et les poudres sont récupérés et les parties métalliques sont cédées à des spécialistes du retraitement des métaux. |

## Risques associés au recyclage
Certains déchets sont lourds, contaminants, toxiques, écotoxiques, radioactifs, médicaux ou hospitaliers à risques, vétérinaires, combustibles ou explosifs ; ils sont donc sources de risques pour la santé de ceux qui les approchent, les trient ou les manipulent et pour l'environnement. Les risques sont physiques pour les personnes, sanitaires (risque chimique et de biocontamination) et environnementaux. Des risques de crises sanitaires existent (par exemple, dans le cas du recyclage de farines animales issues de vaches folles en aliments pour animaux).

## Impact du recyclage dans l'industrie

### Source d'approvisionnement alternative
Le recyclage des déchets offre une source d'approvisionnement en matières premières alternatives aux autres sources. Par exemple, le recyclage de fil de cuivre évite une coûteuse extraction.
Le recyclage en interne permet de mettre en place des filières de recyclage courtes. Ainsi, les fondeurs d'aluminium qui usinent les pièces génèrent un volume de copeaux conséquent (10 % du poids) de multiplicité des sources d'approvisionnements telles que la facilité de négociation des prix d'achat ou la sécurité des approvisionnements[pas clair].

### Création d'activités
Le recyclage est une activité économique à part entière. Elle est un moyen de création de richesses pour les entreprises de ce secteur. Par exemple, les 205 entreprises du recyclage en Île-de-France rassemblent près de 5 000 salariés en 2015.
En théorie, presque tous les matériaux sont recyclables. En pratique, l'absence de filière rentable fait qu'ils ne sont pas tous recyclés. Ainsi, le recyclage est plus coûteux pour des appareils électroniques comme les ordinateurs, car il faut séparer les nombreux composants avant de les recycler dans d'autres filières. De plus, la crainte de récupération de données confidentielles freine l'envie de recycler les anciens ordinateurs dans les foyers ou entreprises. Dans un sondage, sur 110 responsables informatiques, 42 % ont dit que leur principal sujet de préoccupation est la sécurité des données, contre 25 % pour l'environnement ; 15 % ont reconnu jeter leur vieux matériel à la poubelle[réf. incomplète].

### Coût de main-d'œuvre
Le recyclage suppose de trier les déchets en fonction du mode de recyclage auquel chacun d'eux sera soumis. Ceci exige une main-d'œuvre abondante, même lorsqu'un tri sélectif est effectué en amont par la population. En effet, il arrive qu'un second tri soit nécessaire dans un centre d'affinage pour éliminer les erreurs de tri et les impuretés qui pourraient compromettre le recyclage (c'est le cas du plastique et du verre).
La collecte sélective elle-même exige la mise à disposition des ménages de bacs spéciaux et emploie plus de personnes qu'une collecte simple.
La plupart de ces coûts supplémentaires sont à la charge de la collectivité (en France, par exemple, c'est au niveau de la commune ou de la communauté de communes que cela est géré). Les impôts locaux en tiennent compte, mais d'autres sources de financement existent : l'écotaxe et le point vert sur les emballages.

### Altération
Pour certains types de produits, la qualité de la matière première est altérée par l'opération de récupération de celle-ci dans les produits recyclés. Par exemple :
- le recyclage du papier donne des fibres de papier plus courtes et un papier de moins bonne qualité (ce qui ne permet qu'une dizaine de recyclages successifs) ;
- le recyclage de certaines matières plastiques contaminées par des polluants ne permet plus de les utiliser pour en faire des emballages alimentaires ;
- un des problèmes du recyclage du verre est le dépôt, au fond des fours, des verres de type Pyrex qui ont un point de fusion différent du verre ordinaire. Ces dépôts abîment les fours.

Cependant, pour la plupart des matières premières contenues dans les déchets (métaux, verre, certains plastiques), les qualités sont conservées au travers du processus de recyclage, permettant un recyclage quasi illimité de celles-ci.
Néanmoins, la chimie intervient de plus en plus dans la fabrication de matériaux issus du recyclage. Les produits qui en résultent ont des caractéristiques de durabilité et de résistance qui peuvent même être supérieures à celles de certains matériaux naturels. Ainsi, on voit des maisons bâties avec des dérivés du recyclage du bois, mélangés ou recouverts par des résines polyuréthanes ou autres. Le résultat est surprenant, donnant une résistance aux intempéries et aux UV supérieure à celle du bois.
Il en va de même pour le papier recyclé, dont la pâte désencrée et mélangée à certains produits chimiques donne un matériau très résistant, utilisé par exemple dans la fabrication de mobilier urbain. Dans ce dernier domaine, de plus en plus de fabricants utilisent des matériaux issus du recyclage.

## Impacts du recyclage sur l'environnement

### Économies de ressources naturelles

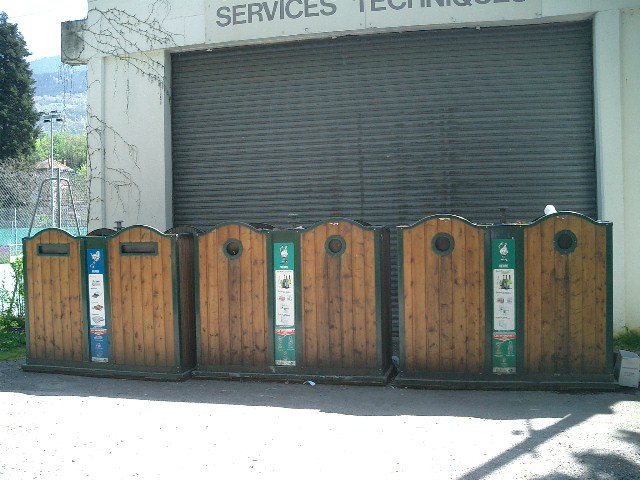
Station de tri sélectif.

Les bénéfices socioéconomiques et environnementaux du recyclage sont considérables : moindre pression sur les ressources naturelles et paysagères, réduction des déchets, emplois dédiés, économies de matières premières. Ainsi :
- le recyclage des métaux ferreux (acier notamment) et des métaux non ferreux permet d'économiser du minerai et du carburant ; le recyclage de 1 kg d'aluminium peut économiser environ 8 kg de bauxite, 4 kg de produits chimiques et 14 kWh d'électricité ;
- le rendement du procédé de recyclage de l'aluminium est estimé à 95 %[13] ;
- chaque tonne de carton recyclé fait économiser 2,5 tonnes de bois[14],[15] ;
- chaque tonne de plastique recyclé économise 700 kg de pétrole brut ;
- chaque feuille de papier recyclée fait économiser 1 L d'eau et 2,5 Wh d'énergie en plus de 15 g de bois[16].

### Écobilan
De nombreux critères sont à prendre en compte pour juger de la pertinence du recyclage, à travers un écobilan. C'est pour cela qu'en France, les pots de yaourt (non écoconçus), par exemple, ne sont pas acceptés par la collecte sélective : il n'y a pas assez de matière à récupérer pour rentabiliser le recyclage, il faudrait trop d'eau ou de vapeur pour les débarrasser des résidus alimentaires, gras ou sucrés. Au Québec cependant, ils sont recyclés.
PapierSes fibres ne sont pas éternellement recyclables. Son recyclage requiert parfois du chlore pour éliminer l'encre lors du recyclage, or cet agent blanchissant est très polluant pour les rivières et se dégrade difficilement. Le papier « gris » (peu désencré) nécessite moins de chlore mais n'est pas toujours apprécié ou adapté aux utilisations courantes.
VerreIl est parfois coloré ou chargé d'additif (le cristal contient 25 % d'oxyde de plomb). Son poids élevé implique beaucoup de carburant pour son transport et il faut ensuite le fondre à 1 550 °C pour le recycler. L'idéal serait de privilégier le système des consignes, mais les industriels rechignent à organiser des récupérations peu rentables commercialement et demandant également une logistique importante (transport des bouteilles de manière à ne pas les casser, tri par type de bouteille, nettoyage avant réemploi, etc.). L'écobilan est donc peu aisé à établir.
Déchets résiduels ultimesIls sont voués à la mise en décharge ou à une valorisation énergétique. L'incinération est peu satisfaisante car elle résulte d'un échec du recyclage (voir approche zéro déchet) et, même avec installation de filtres, les incinérateurs produisent des volumes considérables de rejets gazeux et solides, en partie dispersés dans l'environnement. Ces rejets contiennent notamment des « métaux lourds », des dioxines, des composés organiques volatils (COV), du méthane et du CO2. Au lieu de rejeter dans l'air le méthane des décharges qui contribue fortement au réchauffement de la planète, on préfère généralement le brûler en torchère ou, mieux, le valoriser en chaudière ou moteur pour produire de la chaleur ou de l'électricité. On ne rejette alors que le gaz de combustion contenant principalement du CO2, dont le potentiel de réchauffement global est moindre, au prix d'installations plus onéreuses.

## Recyclage au bénéfice d'associations humanitaires
En France, plusieurs associations sans rapport avec les déchets se sont diversifiées, ou ont été créées, pour participer à la collecte et au recyclage de matériaux ou d'objets, afin d'en tirer des sources de financement pour des actions d'intérêt général et pour leur fonctionnement courant. La première en date a été la Ligue nationale contre le cancer, avec le recyclage du verre après le choc pétrolier de 1973. Depuis les années 2000, d'autres associations ont pris en charge la collecte de bouchons, notamment en plastique (à l'époque ceux-ci n'étaient pas encore exploités par les filières des collectivités locales), mais aussi en liège. Des points de collecte sont installés dans des magasins de proximité et des enseignes de grande distribution, mais aussi dans des écoles, des entreprises… Les bouchons sont collectés puis triés par des bénévoles, ils sont ensuite revendus à un recycleur qui les incorpore à de la matière neuve pour fabriquer par exemple des palettes en plastique.
La plus grande partie des recettes est utilisée pour offrir des équipements sportifs à des personnes handicapées, ou versée à des instituts de recherche médicale.

## Recyclage par pays

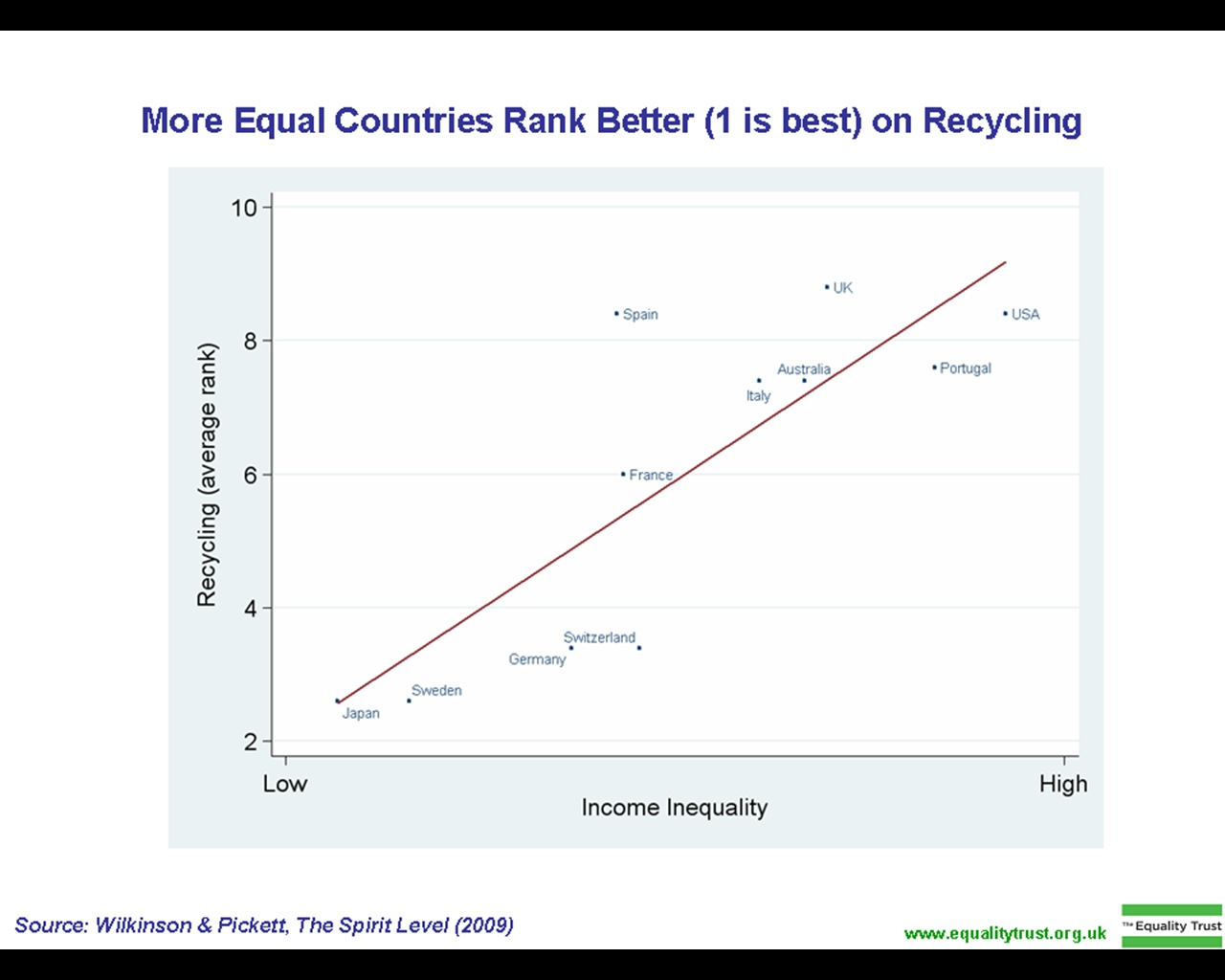
Les pays plus égalitaires recyclent mieux. En ordonnée : rang de classement ; en abscisse : inégalité de revenus.

### États-Unis
Aux États-Unis, en 2009, l'industrie du recyclage représentait 236 milliards$ $, 1,1 million de salariés et 56 000 entreprises. Barack Obama instaure une journée du recyclage (America Recycles Day) le 15 novembre 2009. En avril 2009, Recyclebank (en) a été récompensée par l'ONU (Champion of the Earth by the United Nations Environment Program). Elle sert plus d'un million de personnes dans vingt États américains et s'est implantée au Royaume-Uni. En échange du tri des déchets, les ménages reçoivent des bons d'achat. Une partie des bénéfices sert à financer un programme éducatif afin de sensibiliser les élèves au tri des déchets.
En 2015, les États-Unis ont produit 262,4 millions de tonnes de déchets, soit 4,5 % de plus qu'en 2010 et 60 % de plus qu'en 1985.
Après l'interdiction d'importation des déchets plastiques, de papier et de métaux décidée par la Chine en juillet 2017 et entrée en application fin 2018, les filières de recyclage américaines sont rapidement débordées, ce qui aboutit au développement de l'incinération et à la création des nouvelles décharges à ciel ouvert.

### Union européenne
L'Agence européenne pour l'environnement fournit sur son site une carte montrant les taux de recyclage des déchets urbains par régions européennes en 2008/2009 : plusieurs régions d'Autriche et d'Allemagne dépassent 90 %, alors que la plupart des régions de France ont des taux entre 20 et 40 %, seule l'Alsace dépassant 40 % alors que la région PACA est en dessous de 10 %. Au sein de l'Union européenne, le recyclage des déchets diffère ainsi grandement selon les pays,.
En 2012, 32 % des déchets européens ont été recyclés. Une progression a eu lieu depuis 2012 au niveau du recyclage en Europe, puisqu'en 2017, la Slovénie et les Pays-Bas ont eux aussi réussi à atteindre cet objectif fixé depuis 2008 par l'Union Européenne.
En 2015, une étude d'Eurostat montre les différents taux de recyclage, par pays, au sein de l'Union européenne, de 2004 à 2012. La génération des déchets a augmenté pour la plupart des pays européens. La France est l'un des pays qui produisent le plus de déchets avec plus de 534 kg/an/hab (taux de recyclage en 2012 : 39 %), derrière les Pays-Bas (551 kg/hab) (taux de recyclage en 2012 : 49 %) et devant l'Italie avec 529 kg/hab (taux de recyclage en 2012 : 38 %). Quatorze pays ont vu leur taux de recyclage augmenter pendant cette période, dont la France, avec 10 points de recyclage en plus et surtout l'Islande et le Royaume-Uni, avec respectivement +27 et +23 points. Malgré les efforts de certains pays, quatre États ont vu leur taux de recyclage baisser (l'Autriche, la Finlande, l'Espagne et Malte).
En 2017, un objectif a été fixé au niveau européen pour 2020 : recycler 50 % des déchets municipaux. Trois pays y parvenaient déjà en 2012 : l'Allemagne, l'Autriche et la Belgique (avec respectivement 64 %, 59 % et 57 %). À la suite de la mise en place du programme, ces taux de recyclage ont augmenté[réf. nécessaire].
L'Europe doit généraliser la collecte en 2025.
Plusieurs instituts de recherche visent à élargir les usages possibles et l'efficacité du tri. L'Institut de recherche sur les textiles et les vêtements de Hong Kong (HKRITA) s'est associé à la marque suédoise H&M pour valoriser un nouveau procédé hydrothermique. Celui-ci consiste à tremper des mélanges de coton et de polyester dans un bain d'eau très chaude imprégnée d'un produit chimique biodégradable afin de prolonger la durée de vie des textiles. Un programme de recherche européen dénommé Trash-2-Cash a permis de séparer les fibres de polyester des fibres de coton, afin d'offrir à l'une des deux une structure proche des fibres de type Lyocell (cellulose).

#### France
La France est pionnière dans la collecte sélective des textiles, son histoire étant marquée par celle des chiffonniers, ancêtres des premiers centres de tri. Elle ne collectait plus que 249 000 tonnes de déchets textiles en 2019, car elle a perdu du terrain, tandis que l'Europe du Nord en génère 4,7 millions de tonnes par an. Le tonnage de déchets textile triés stagnait à la fin des années 2010 et cette masse diminue car les particuliers revendent en ligne les meilleurs vêtements, ce qui fait que la partie la plus facilement revendable, celle qui pèse 30 % des recettes en France, est tombée de 8 % à 5 % de la collecte en seulement trois décennies. Une partie des textiles est revendue dans des magasins, ce qui représente 600 000 tonnes de textile par an en France pour un total de 2,5 milliards de pièces. Cependant, seulement 58 600 tonnes ont été effectivement revendues comme vêtements en France en 2016.
La collecte se fait à 85 % dans 45 614 points d'apport volontaire disposés sur le territoire, en général à proximité de concentrations urbaines de population. Leur nombre a augmenté de 10 000 entre 2014 et 2018. Le don aux associations représente 10,6 %, la reprise en magasin seulement 2,5 % et la collecte à domicile 1,8 %. Environ 32 % des vêtements ainsi collectés sont effilés ou déchirés pour en faire de simples chiffons, du rembourrage ou de l'isolation acoustique ou thermique, voire, pour 7,5 %, des combustibles. La difficulté est augmentée pour les fibres textiles composites ou mal identifiées. Une solution consiste à automatiser le tri grâce à des équipements identifiant la composition réelle des fibres textiles, compte tenu du fait que 41 % des étiquettes sont fausses.
Les coûts sont très divers selon les étapes du recyclage et peuvent varier fortement selon la qualité de l'organisation. Celui de la collecte est d'environ 400 €/t, quatre fois plus élevé que celui du tri (100 €/t). Le coût de revente, parfois le plus important de loin, varie fortement, de 500 à 4 500 €/t pour la réutilisation, selon la qualité des déchets, mais n'est que de 300 €/t pour les chiffons et de 150 €/t pour l'effilochage. Le manque de visibilité sur les perspectives de la filière a découragé les embauches dans les centres de tri. Les opérateurs de tri, dont 52 sont français, sont conventionnés par Eco TLC en fonction de la qualité du processus et sa fiabilité pour les encourager à investir et recourir en partie à la technicité.
La crise du Covid-19 a rendu cette situation plus difficile. Selon un témoignage du plus gros acteur français, Le Relais, le soutien financier, versé à la tonne triée, par Refashion, a permis de faire face aux lenteurs créées par la crise du Covid-19, mais seulement 5 % de la collecte est revendue au grand public dans des magasins en France, en raison du manque de capacité de stockage, et environ 80 % des produits sont exportés, en Afrique et en Asie.
La quantité de vêtements collectés en France progresse dans les années 2010. Dans son rapport d'activité en 2016, l'organisme Eco TLC estimait que 210 000 tonnes de textile avaient été collectées en France en 2016, soit environ 3,2 kg de textile par habitant et une hausse de 8 % par rapport à 2015.
Les organismes solidaires, pionniers, ont été rejoints par des marques comme Camaïeu, H&M ou Bonobo. Le groupe de prêt-à-porter Happy Chic a créé Gentle Factory, filiale spécialisée dans la fabrication de vêtements en textile recyclé à 30 % et mélangé avec 30 % de fibres textiles biologiques. Les Récupérables, autre marque de vêtements française, utilise des vêtements usés, des fin de séries, des linges de maison et des tissus d'ameublement.

### Suisse
En Suisse, le taux de recyclage est de 52 % en 2016 (compostage compris), mais la masse totale de déchets urbains est très élevée, avec 715 kg/hab en 2016 (340 kg incinérés et 375 kg recyclés).

### Turquie
La Turquie est au 108e rang sur 180 dans l'édition 2018 de l'indice de performance environnementale, créé par les universités américaines de Yale et de Columbia,.
Istanbul a décidé de mettre en place un projet qui favorise le recyclage et diminue donc la pollution. Ce projet de consigne consiste à échanger des bouteilles en plastiques ou autres cannettes contre une réduction sur le prix du ticket de métro, favorisant le recyclage tout en incitant à l'utilisation des transports en commun.